# Janusz Kozakiewicz
Janusz Kazimierz Kozakiewicz (ur. 1947, zm. 9 stycznia 2025) – polski technolog chemik i specjalista ochrony środowiska, doktor habilitowany nauk chemicznych, profesor.

## Życiorys
W 1969 r. ukończył studia chemiczne w Politechnice Warszawskiej, w 1978 r. obronił pracę doktorską, w 2012 r. habilitował się na podstawie pracy zatytułowanej Silikono-uretany utwardzane wodą i wodne dyspersje silikono-uretanów. Był pracownikiem naukowym w Sieci Badawczej ŁUKASIEWICZ - Instytutu Chemii Przemysłowej imienia Profesora Ignacego Mościckiego.

## Wyróżnienia
- Nagroda USEPA[1]
- Nagroda UNEP[1]